# Matériel roulant de la SNCV

Logo de la SNCV

Liste du matériel roulant de la Société nationale des chemins de fer vicinaux (SNCV). 

## Autobus
Longueur : A - articulé ; Md - midibus ; Mn - minibus ; S - standard.
| Illustration                             | Modèle                                  | Longueur | Carrosserie SNCV | Nombre    | Numéros   | En service | Hors service | Remarques |
| ---------------------------------------- | --------------------------------------- | -------- | ---------------- | --------- | --------- | ---------- | ------------ | --------- |
|                                          | Brossel A77 DLV/Maes                    | S        | NC.              | 50        | 124-173   | 1950-1951  |              |           |
|                                          | Brossel A77 DLV/Jonckheere              | S        | NC.              | 20        | 174-193   | 1951       |              |           |
|                                          | Brossel A80C DAR/Jonckheere             | Md       | 1                | 26        | 1506-1533 | 1957       |              |           |
|                                          | Brossel A88 DLH/Jonckheere              | S        | NC.              | 17        | 778-794   | 1959       |              | Ex. SNCB. |
|                                          | Brossel A92 DLHS/Jonckheere             | S        | 1                | 40        | 894-933   | 1952-1953  |              |           |
|                                          | Brossel A93 DAR/Atelier SNCV d'Hasselt  | S        | 1                | 2         | 1037-1038 | 1954       |              |           |
| Brossel A93 DAR/Jonckheere               | S                                       | 1        | 25               | 1054-1078 | 1954      |            |              |           |
| Brossel A93 DAR/Ragheno                  | S                                       | 1        | 25               | 1079-1103 | 1954-1955 |            |              |           |
| Brossel A93 DAR/Jonckheere               | S                                       | 1        | 20               | 1119-1138 | 1954-1955 |            |              |           |
| Brossel A93 DAR/Ragheno                  | S                                       | 1        | 30               | 1154-1183 | 1955      |            |              |           |
| Brossel A93 DAR/Atelier SNCV d'Hasselt   | S                                       | 1        | 15               | 1104-1118 | 1955      |            |              |           |
| Brossel A93 DAR/Jonckheere               | S                                       | 1        | 53               | 1184-1236 | 1955      |            |              |           |
| Brossel A93 DAR/Jonckheere               | S                                       | 1        | 4                | 1389-1392 | 1955      |            |              |           |
| Brossel A93 DAR / Atelier SNCV d'Hasselt | S                                       | 1        | 25               | 1287-1311 | 1955-1956 |            |              |           |
| Brossel A93 DAR / Ragheno                | S                                       | 1        | 50               | 1237-1286 | 1955-1956 |            |              |           |
| Brossel A93 DAR / Ragheno                | S                                       | 1        | 50               | 1393-1442 | 1956      |            |              |           |
| Brossel A93 DAR / Jonckheere             | S                                       | 1        | 50               | 1443-1492 | 1956      |            |              |           |
| Brossel A93 DAR / Atelier SNCV d'Hasselt | S                                       | 1        | 10               | 1379-1388 | 1956-1957 |            |              |           |
| Brossel A93 DAR / Jonckheere             | S                                       | 1        | 40               | 1534-1573 | 1957      |            |              |           |
| Brossel A93 DAR / Ragheno                | S                                       | 1        | 39               | 1574-1613 | 1957      |            |              |           |
| Brossel A93 DAR / Atelier SNCV d'Hasselt | S                                       | 1        | 10               | 1493-1502 | 1957-1958 |            |              |           |
| Brossel A93 DAR / Atelier SNCV d'Hasselt | S                                       | 1        | 20               | 1614-1633 | 1957-1958 |            |              |           |
|                                          | Chausson AP Hotchkiss                   | S        | NC.              | 30        | 347-376   | 1946       | 1951-1957    |           |
| Chausson AP Panhard                      | S                                       | NC.      | 10               | 454-463   | 1946      | 1955-1957  |              |           |
| Chausson AP Hotchkiss                    | S                                       | NC.      | 5                | 484-488   | 1947-1948 | 1955-1956  |              |           |
| Chausson AP Hotchkiss                    | S                                       | NC.      | 5                | 490-494   | 1949      | 1955-1956  |              |           |
|                                          | SNCV pré-type 1                         | Md       | 12               | 111-122   | 1949-1950 |            |              |           |
|                                          | SNCV pré-type 1                         | Md       | 12               | 820-831   | 1951      |            |              |           |
|                                          | SNCV pré-type 1                         | Md       | 20               | 834-853   | 1951-1952 |            |              |           |
|                                          | SNCV pré-type 1                         | Md       | 20               | 854-873   | 1952      |            |              |           |
|                                          | SNCV pré-type 1                         | Md       | 20               | 874-893   | 1952-1953 |            |              |           |
|                                          | SNCV pré-type 1                         | Md       | 2                | 975-976   | 1953      |            |              |           |
|                                          | SNCV pré-type 1                         | Md       | 25               | 1337-1351 | 1955-1956 |            |              |           |
|                                          | SNCV pré-type 1                         | Md       | 25               | 1353-1377 | 1955-1956 |            |              |           |
|                                          | GM Old Look                             | S        | NC.              | 1         | 295       |            |              |           |
|                                          | GM Old Look                             | S        | NC.              | 1         | 1747      |            |              |           |
|                                          | GM Old Look                             | S        | NC.              | 2         | 1748-1749 |            |              |           |
|                                          | Guy Arab UF/Jonckheere                  | S        | 1                | 10        | 800-809   | 1951       |              |           |
|                                          | Leyland B21/Jonckheere                  | S        | 4                | 25        | 5015-5039 | 1977       |              |           |
|                                          | Leyland Olympic/Van Hool                | S        | 1                | 10        | 810-819   | 1951       |              |           |
|                                          | Leyland Olympic/Ateliers métallurgiques | S        | 1                | 40        | 934-973   | 1952-1953  |              |           |
|                                          | Van Hool A120/01 DAF                    | S        | 4                | 266       | 5090-5355 | 1977-1978  |              |           |
|                                          | Van Hool A120/11 DAF                    | S        | 4                | 190       | 5346-5545 | 1979-1980  |              |           |
|                                          | Van Hool A120/14 DAF                    | S        | 4                | 10        | 5546-5555 | 1980       |              |           |
|                                          | Van Hool A120/31 DAF                    | S        | 4                | 127       | 5562-5688 | 1980-1981  |              |           |
|                                          | Van Hool A120/50 MAN                    | S        | 4                | 26        | 5689-5714 | 1981       |              |           |
|                                          | Van Hool A120/31 DAF                    | S        | 4                | 149       | 5796-5944 | 1981-1982  |              |           |
|                                          | Van Hool A120/32 MAN                    | S        | 4                | 26        | 5945-5970 | 1983       |              |           |
|                                          | Van Hool A120/31 DAF                    | S        | 4                | 100       | 2000-2099 |            |              |           |
|                                          | Van Hool A120 Intercity DAF             | S        | 4                | 40        | 2255-2294 | 1989       |              |           |
|                                          | Van Hool AG280/1                        | A        | 4                | 56        | 5740-5795 | 1981       | 1991         |           |
| Van Hool AG280/3                         | A                                       | 4        | 54               | 2100-2153 | 1985-1986 |            | 1991         |           |
| Van Hool AG280/4                         | A                                       | 4        | 25               | 2184-2208 | 1988      |            | 1991         |           |
| Van Hool AG280/4                         | A                                       | 4        | 21               | 2234-2254 | 1988-1989 |            | 1991         |           |
| Van Hool AG280                           | A                                       | 4        | 1                | 2330      | 1989      |            | 1991         |           |
|                                          | Van Hool AU138                          | Md       | NC.              | 3         | 5556-5558 | 1981       |              |           |
|                                          | Brossel A93 DAR/Van Hool Cityliner      | S        | 4                | 14        | 764-777   | 1959       |              | Ex. SNCB. |
|                                          | Volvo B59-55/Jonckheere                 | S        | 3                | 50        | 4325-4374 | 1975       |              |           |
|                                          | Volvo B59-55/Jonckheere                 | S        | 4                | 150       | 4865-5014 | 1977       |              |           |
|                                          |                                         |          |                  |           |           |            |              |           |

## Automotrices, automotrices tractrices et rames automotrices

### Électriques
| Illustration | Modèle / type       | Modèle / type       | Nombre              | Numéros     | En service                 | Hors service         | Remarques                                                                                                  |
| ------------ | ------------------- | ------------------- | ------------------- | ----------- | -------------------------- | -------------------- | --- |
|              | Type 9287           | Type 9287           | 55                  | 9287-9336   |                            |                      | |
|              | Type 9407           | Type 9407           | 8                   |             | 1923                       |                      | |
|              | Type 9920           | Type 9920           | 20                  | 9920-9939   | décembre 1931-mars 1932    |                      | |
|              | Type 9990 Standard  | Type 9990 Standard  | 5                   | 9990-9994   | 1932-1933                  |                      | Remorques 19132-19136 transformées en motrices.                                                            |
|              | Type 10006          | Type 10006          | 13                  | 10006-10018 | mars-mai 1932              |                      | |
|              | Type 10163 Standard | Type 10163 Standard | 25                  | 10163-10187 |                            |                      | |
|              | Type 10263 Standard | Type 10263 Standard | 15                  | 10263-10277 |                            |                      | |
|              | Type 10374          | Type 10374          | 21                  | 10374-10394 | 1949                       |                      | |
|              | Type 10395          | Type 10395          | 24                  | 10395-10418 | 1950                       | Fin des années 1960* | * Vendues au réseau de Belgrade. La voiture 10409 a été rachetée et restaurée par le Tramway Lobbes Thuin. |
|              | Type 10419          | Type 10419          | 1                   | 10419       | 1948                       |                      | |
|              | Type N              | Type N              | 89                  | divers      | 1949-1958                  |                      | |
|              | BN LRV              | 6000                | 50                  | 6000-6049   | 1980-1982                  | 1991 De Lijn         | |
| 6100         | BN LRV              | 56                  | 6100-6154           | 1980-1984   | 1991 De Lijn et SRWT (TEC) |                      | |
|              | Type S              | d'origine           | 210                 |             | 1953-1959                  |                      | |
|              | Type S              | SE                  |                     |             |                            |                      | |
|              | Type S              | SM (S Métro)        | 40 (transformation) |             | 1976                       |                      | |
|              | Type S              | SJ (S Jumet)        | 14 (transformation) |             |                            |                      | |

### Essence et diesel
| Illustration | Modèle / type         | Nombre | Numéros | En service | Hors service | Remarques                |
| ------------ | --------------------- | ------ | ------- | ---------- | ------------ | ------------------------ |
|              | Type 11 Büssing       | 2      | 11-12   | 1932       |              |                          |
|              | Type 5 De Dion-Bouton | 6      | 5-10    |            |              |                          |
|              | Type 3 Franco-Belge   | 2      | 3-4     |            |              |                          |
|              | Type 1 Franco-Belge   | 2      | 1-2     |            |              |                          |
|              | Type 9287 modifié     | 1      | 9336    | 1908       |              |                          |
|              | Type Pieper           | 8      |         | 1911       | 1923         |                          |
|              | Type 115              | 1      | 115     | 1934       |              | Modèle unique prototype. |
|              | Type 284              | 5      | 284-288 | 1940       |              |                          |
|              | Type 291              | 6      | 291-296 | 1946-1947  |              |                          |
|              | Type 297              | 4      | 297-300 | 1949       |              |                          |

### À vapeur
| Illustration                                                           | Modèle / type | Nombre | Numéros | En service | Hors service | Remarques |
| ---------------------------------------------------------------------- | ------------- | ------ | ------- | ---------- | ------------ | --------- |
| Matériel similaire de la Compagnie générale des omnibus (CGO) à Paris. | Système Rowan | 2      |         | 1887       | 1910         |           |

## Gyrobus
Longueur : A - articulé ; Md - midibus ; Mn - minibus ; S - standard.
| Illustration | Modèle   | Long- ueur | Nombre | Numéros | En service | Hors service | Remarques |
| ------------ | -------- | ---------- | ------ | ------- | ---------- | ------------ | --------- |
|              | Oerlikon | S          | 3      | G1-G3   | 1956       | 1959         |           |

## Locomotives

### Vapeur
Toutes les locomotives à vapeur de la SNCV sont des bicabines à l'exception des types 5, 14, 17 et 20, toutes ces locomotives bicabines sont du type 030T à l'exception des locomotives type 09 de type 130T.
| Illustration                         | Modèle / type                              | Modèle / type                              | Nombre                | Numéros      | En service                           | Hors service                                                         | Remarques |
| ------------------------------------ | ------------------------------------------ | ------------------------------------------ | --------------------- | ------------ | ------------------------------------ | -------------------------------------------------------------------- | --- |
|                                      | Type 01                                    | La Métallurgique de Tubize                 | 6                     | 30-35        | 1886-1893                            |                                                                      | 12,5 tonnes |
| FUF de Haine-Saint-Pierre            | Type 01                                    | 4                                          | 36-39                 |              | 1886-1893                            |                                                                      | |
| FUF de Haine-Saint-Pierre            | Type 01                                    | 3                                          | 171-173               |              | 1886-1893                            |                                                                      | |
| FUF de Haine-Saint-Pierre            | Type 01                                    | 1                                          | 248                   | 1898         |                                      |                                                                      | |
|                                      | Type 02                                    | La Métallurgique de Tubize                 | 4                     | 167-170      | 1893                                 |                                                                      | 14,2 tonnes, largeur 2,05 mètres. circule en Hollande. |
|                                      | Type 02                                    | 1                                          | 727                   |              | 1893                                 |                                                                      | 14,2 tonnes, largeur 2,05 mètres. circule en Hollande. |
|                                      | Type 03                                    |                                            | 232 (dont ci-dessous) |              | 1885-1897, 1929 (dont ci-dessous)    |                                                                      | 15 tonnes |
| La Métallurgique de Tubize           | Type 03                                    | 1                                          | 700                   | 1885         |                                      |                                                                      | |
| Société de Saint-Léonard             | Type 03                                    | 3                                          | 793-795               | 1929         |                                      | Construction 1890.                                                   | |
|                                      | Type 04                                    |                                            | 375                   |              | 1896-1911                            |                                                                      | 16,5 tonnes, puissance 100 ch. |
|                                      | Type 05                                    | Société de Saint-Léonard                   | 2                     | 419-420      | 1906-1908                            |                                                                      | double tamponnement pour voie normale. Utilisée sur voie mixte (1 m et 1,435 m). |
| 1                                    | Type 05                                    | Société de Saint-Léonard                   | 483                   |              | 1906-1908                            |                                                                      | double tamponnement pour voie normale. Utilisée sur voie mixte (1 m et 1,435 m). |
| 1                                    | Type 05                                    | Société de Saint-Léonard                   | 518                   |              | 1906-1908                            |                                                                      | double tamponnement pour voie normale. Utilisée sur voie mixte (1 m et 1,435 m). |
|                                      | Type 06                                    |                                            | 35                    |              | 1897                                 |                                                                      | 19 tonnes |
|                                      | Type 07                                    | La Métallurgique de Tubize                 | 68                    |              | 1887-1915                            |                                                                      | 24 tonnes, type lourd. |
|                                      | Type 07                                    | 3                                          | 797-799               | 1929         |                                      |                                                                      | |
|                                      | Type 08                                    |                                            | 5                     |              |                                      |                                                                      | 14,5 tonnes, à l'origine 1 067 mm, transformées en voie métrique. |
|                                      | Type 09                                    | Société de Saint-Léonard                   | 3                     | 600-602      | 1890                                 |                                                                      | 24 tonnes, type 130T équipées d'un bissel et du frein à vide type Smith-Hardy.utilisées dans la province de Liège pour la traction des trains de marchandises                                                                                      |
| Société de Saint-Léonard             | Type 09                                    | 1                                          | 796                   | 1929         |                                      |                                                                      | |
|                                      | Type 10                                    | Type 10                                    | 6                     |              | 1886                                 |                                                                      | Écartement standard. 23 tonnes |
|                                      | Type 11                                    | Type 11                                    | 3                     |              | 1886                                 |                                                                      | Écartement standard. 23 tonnes |
|                                      | Type 12 Société de Saint-Léonard           | Type 12 Société de Saint-Léonard           | 5                     | ..808..813.. | 1906                                 |                                                                      | Écartement standard. 23 tonnes |
|                                      | Type 13                                    | Type 13                                    | 18                    |              | 1891                                 |                                                                      | Issues d'une série de 18 locomotives construites pour la Société du Chemin de fer à voie étroite de Bruxelles à Ixelles-Boendael (BIB). 22,5 tonnes, 18 locomotives commandées par la société "Ixelles-Boendaal" pour la ligne Bruxelles - Haacht. |
|                                      | Type 14 FUF de Haine-Saint-Pierre          | Type 14 FUF de Haine-Saint-Pierre          | 4                     | 440-443      | 1908                                 |                                                                      | 26 tonnes, 4 exemplaires, identiques au type 5, mais plus puissantes. |
|                                      | Type 15 Société de Saint-Léonard           | Type 15 Société de Saint-Léonard           | 5                     |              | 1896-1914                            |                                                                      | Écartement standard. 16,5 tonnes, 5 exemplaires, locomotives à voie normale pour la ligne industrielle entre Merksem et Mol. |
|                                      | Type 16 La Métallurgique de Tubize         | Type 16 La Métallurgique de Tubize         | 1                     |              | 1909                                 |                                                                      | 18 tonnes Modèle unique prototype. |
|                                      | Type 17 Société de Saint-Léonard           | Type 17 Société de Saint-Léonard           | 1                     |              | 1909                                 |                                                                      | 18 tonnes Modèle unique prototype. |
|                                      | Type 18                                    |                                            | 124                   |              | 1911-1921                            |                                                                      | 18 tonnes, 126 exemplaires, équipées de la surchauffe de vapeur et d'autres nouvelles technologies. |
|                                      | Type 18                                    | 1                                          | 658                   | 1922         |                                      |                                                                      | |
| Ateliers de construction J.J. Gilain | Type 18                                    | 1                                          | 1000                  | 1962         | Occasion (ex sucrerie de Tirlemont). |                                                                      | |
|                                      | Type 19                                    | Type 19                                    | 48                    | 950-997      | 1915                                 |                                                                      | Reprises à une série de 50 locomotives construites pour la Railway Operating Division pendant la Première Guerre mondiale. 18 tonnes, 50 exemplaires, similaires au type 18, mais construites en Angleterre pendant les années de guerre.          |
|                                      | Type 20 La Métallurgique de Tubize         | Type 20 La Métallurgique de Tubize         | 4                     |              | 1922                                 |                                                                      | Écartement standard. 30 tonnes, 4 exemplaires, voie normale, pour le réseau industriel de Merksem. |
|                                      | Type 21                                    | American Locomotive Company                | 1                     | 1016         |                                      |                                                                      | |
| Baldwin                              | Type 21                                    | 20 (dont celle de dessus ?)                |                       | 1915         | 1922-1924                            | 23 tonnes, 20 exemplaires, locomotives américaines commandés en 1915 | |
|                                      | Type 22                                    | Type 22                                    | 1                     |              |                                      |                                                                      | 35 tonnes, 1 exemplaire, locomotive à voie normale pour Groenendaal - Overijse. |
|                                      | Type 23 "Garratt" Société de Saint-Léonard | Type 23 "Garratt" Société de Saint-Léonard | 2                     | 850-851      | 1928-1929                            |                                                                      | 23 tonnes |

### Thermiques
| Illustration | Modèle / type                 | Nombre | Numéros | En service | Hors service | Remarques |
| ------------ | ----------------------------- | ------ | ------- | ---------- | ------------ | --- |
|              | ART.500 Ateliers de Bruxelles | 1      | 500     | 1951       |              | Écartement standard, nomenclature ART mais en réalité locomotive diesel sans espace voyageur. Ré-emploi d'un châssis de voiture à voyageurs Alsace-Lorraine. |

### Électriques
| Illustration | Modèle / type            | Nombre | Numéros   | En service | Hors service | Remarques                                     |
| ------------ | ------------------------ | ------ | --------- | ---------- | ------------ | --------------------------------------------- |
|              | 9965-9966 Franco-Belge   | 2      | 9965-9966 | 1911       |              |                                               |
|              | 9870.9871                | 1      | 9870.9871 |            |              | Couplage permanent des motrices 9870 et 9871. |
|              | Franco-Belge             | 1      | 9900      | 1913       | années 1950  |                                               |
|              | Ateliers de Saint-Gilles | 1      | 10329     | 1942       |              |                                               |

## Voitures passagers
| Illustration | Modèle / type                       | Nombre | Numéros     | En service | Hors service | Remarques                        |
| ------------ | ----------------------------------- | ------ | ----------- | ---------- | ------------ | -------------------------------- |
|              | Type 291                            | 3      | 19500-19502 |            |              | Vendues au tramway de Trondheim. |
|              | Type 10374                          | 24     | 19456-19479 | 1949       |              |                                  |
|              | Type 19132 Standard                 | 5      | 19132-19136 | 1930       | 1932-1933    | Converties en motrices.          |
|              | Type 19557                          | 24     | 19557-19580 |            |              |                                  |
|              | Type 19577                          | 4      | 19577-19580 |            |              |                                  |
|              | Type 19581 Ateliers de Saint-Gilles | 8      | 19581-19588 | 1952       |              |                                  |
|              | Type S Ateliers de Saint-Gilles     | 3      | 19589-19591 | 1952       |              |                                  |

## Trolleybus
Longueur : A - articulé ; Md - midibus ; Mn - minibus ; S - standard.
| Illustration | Modèle  | Long- ueur | Nombre | Numéros | En service | Hors service             | Remarques |
| ------------ | ------- | ---------- | ------ | ------- | ---------- | ------------------------ | --------- |
|              | Guy BTX | S          | 2      | 701-702 |            | 1942, revendus aux RELSE |           |